# Динар (Француска)
Динар (фр. Dinard) насеље је и општина у северозападној Француској у региону Бретања, у департману Ил и Вилен која припада префектури Сен Мало.
По подацима из 2011. године у општини је живело 10.230 становника, а густина насељености је износила 1304,85 становника/km². Општина се простире на површини од 7,84 km². Налази се на средњој надморској висини од 28 метара (максималној 56 m, а минималној 0 m).

## Демографија
| 1962. | 1968. | 1975. | 1982. | 1990. | 1999.  | 2011.  |
| ----- | ----- | ----- | ----- | ----- | ------ | ------ |
| 8.834 | 9.052 | 9.234 | 9.590 | 9.918 | 10.430 | 10.230 |

График промене броја становника у току последњих година